# Alexandra Kui

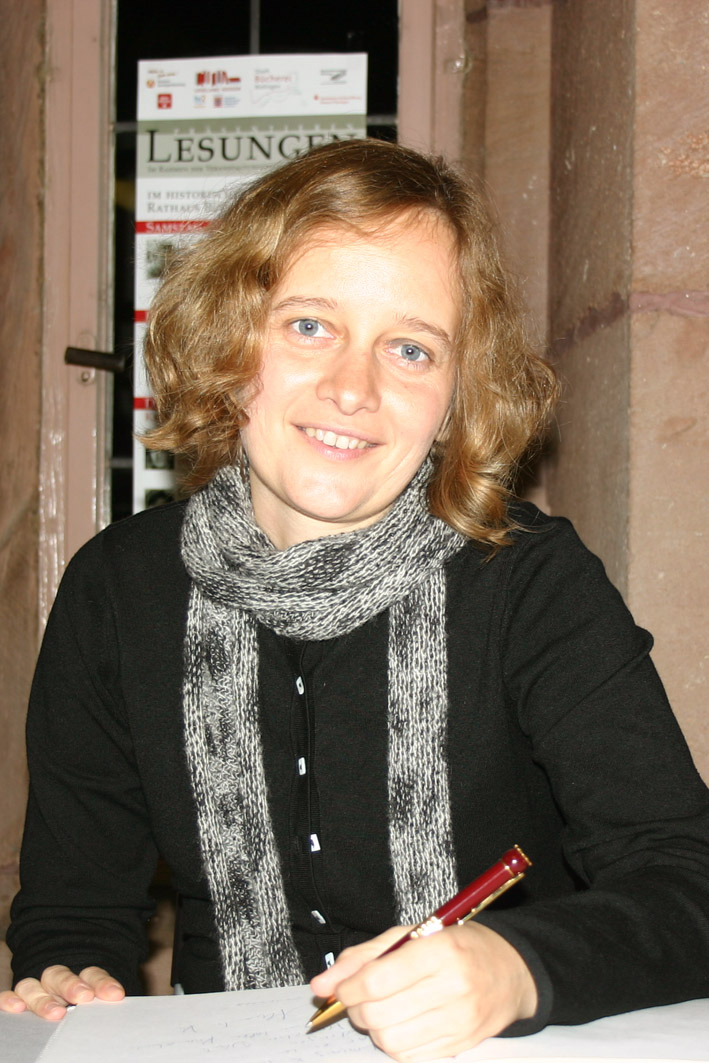
Alexandra Kui während einer Lesung 2008

Alexandra Kui (* 10. März 1973 in Buxtehude, eigentlich Alexandra Kuitkowski) ist eine deutsche Schriftstellerin. Sie studierte in Hamburg und arbeitete für verschiedene Tageszeitungen, bevor 1998 ihr erstes Buch „Ausgedeutscht“ erschien. Heute lebt sie als Autorin, Musikerin und Journalistin auf der Geest bei Hamburg.

## Leben
Alexandra Kui wurde im März 1973 in Buxtehude geboren. Schon in der Grundschule beschloss sie nach eigener Aussage, Autorin zu werden. Im Gymnasium lernte sie Komponieren und Violine spielen. 2009 kommt ihre erste CD „Sturmland“ auf den Markt, die sie in Reykjavík mit isländischen Musikern aufgenommen hat.
Kui studierte Soziologie, Politikwissenschaften und Sozialgeschichte in Hamburg. Seit ihrem Volontariat bei der Goslarschen Zeitung arbeitet sie für verschiedene Tageszeitungen und schreibt Reisereportagen. 1998 erschien ihr erstes Buch „Ausgedeutscht“, ein Jugendroman. Ihr erster Kriminalroman „Der Nebelfelsen“ erschien 2005 bei Knaur.

## Werke
- Ausgedeutscht. Buxtehude, Hannah Verlagsges., 1998. Neuausgabe: Hannah Verlagsges., August 2002, ISBN 978-3-931735-06-7.
- Der Nebelfelsen. Droemer/Knaur, 2005, ISBN 978-3-426-62811-9
- Tod an der Schleuse. Droemer/Knaur, 2006, ISBN 978-3-426-62992-5
- Blaufeuer. Hoffmann und Campe, 2008, ISBN 978-3-455-40114-1
- Wiedergänger, Hoffmann und Campe, Hamburg 2010, ISBN 978-3-455-40253-7
- Die Welt ist eine Scheibe, Hoffmann und Campe, Hamburg 2013, ISBN 978-3-455-40359-6
- Harz aber herzlich, mit Peter Godazgar, Rowohlt, Hamburg 2024, ISBN 978-3-499-01290-7